# 이지리촌
이지리촌(井尻村)은 일본 시마네현 노기군에 설치되었던 촌이다. 현재의 야스기시의 일부에 해당한다.